# 小田修司
小田 修司（おだ しゅうじ、1947年 - ）は、日本の弁護士、税理士。第一東京弁護士会会長、日本弁護士連合会副会長、弁護士国民年金基金理事長等を歴任。

## 人物・経歴
神奈川県横浜市出身。1966年神奈川県立厚木高等学校卒業。1971年横浜国立大学経済学部卒業。国税庁東京国税局勤務を経て、1984年弁護士登録。2004年税理士登録。2005年第一東京弁護士会副会長。2012年原子力損害賠償紛争審査会特別委員。2016年第一東京弁護士会会長、日本弁護士連合会副会長。2018年弁護士国民年金基金理事長、宇部興産調査委員会委員長。
2019年春の叙勲で旭日中綬章を受章。2021年日本弁護士政治連盟副理事長。

## 著書
- 『会社分割の理論・実務と書式』（共著）民事法研究会 2001年
- 『法的紛争処理の税務』（共著）民事法研究会 2003年
- 『法的紛争処理の税務 下巻』（共著）民事法研究会 2009年